# 고가 미네이치
고가 미네이치(일본어: 古賀 峯一, 1885년 9월 25일 ~ 1944년 3월 31일)는 태평양 전쟁에서 활약한 일본 해군의 지휘관이다. 그는 야마모토 이소로쿠(山本五十六)의 뒤를 이어 연합함대 사령장관에 취임하였으나, 비행기 사고로 사망하였다.
사가현 출신으로 해군병학교 34기를 졸업하였다. 이후 해상근무와 육상근무를 경험하면서, 해군 장교의 출세코스인 해군대학교를 졸업하였다. 1926년 프랑스에 주재무관으로 파견되었고, 1927년의 런던 군축협상때 해군성의 수석부관으로 참석하여 조약 체결에 힘썼다. 이후 일본에 돌아와 각종 함장을 역임하다, 1932년 소장으로 승진하였고, 참모로서 군령부에 근무하였다. 태평양전쟁이 시작하기 전에는 요나이 미쓰마사(米内光政), 야마모토 이소로쿠와 함께 전쟁보다는 영미와의 협상을 선호하는 협상파에 속하기도 하였다. 개인적으로 야마모토 이소로쿠와 신분이 깊었다고 한다.
야마모토가 전사했을 때, 요코스카 해군기지 사령장관에서 연합함대 사령장관으로 승진하였으나, 이미 제공권과 제해권은 연합군의 수중에 있었기 때문에 구체적인 작전을 펼치기 어려운 상황이었다. 그는 항공모함과 육상항공기지를 증설하여 미해군의 기동함대에 타격을 입히는 동시에, 알류샨 열도에 대한 공세를 계획했으나, 일본의 생산력은 그것을 이룰 수 없었다. 그리하여 시간이 갈수록 함정과 항공기를 보존하는 보수적인 작전으로 기울어졌다.
1944년 3월, 필리핀의 팔라우와 다바오를 시찰하던 도중 비행기가 조난하여 사망했다. 그의 죽음은 5월까지 발표되지 않았고, 장례와 동시에 원수 계급이 추서되었다.